# Harald II. (England)

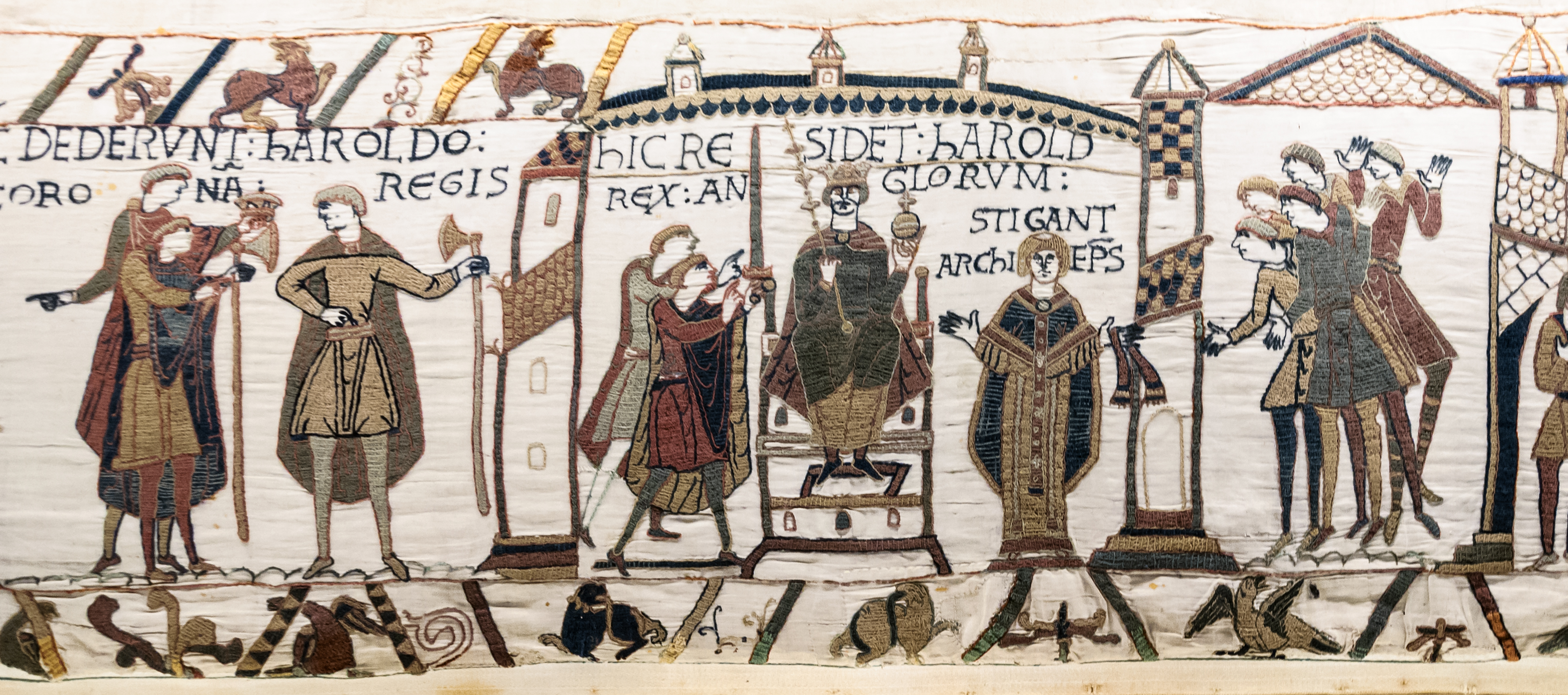
Darstellung König Haralds auf dem Teppich von Bayeux:
hIC RESIDET hAROLD, REX ANGLORVM – „Hier sitzt Harald, König der Engländer“; zu seiner Linken: STIGANT ARChIEP[iscopu]S – „Stigand, der Erzbischof“

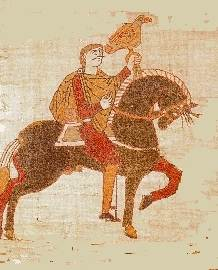
Harald Godwinson auf der Falkenjagd (Darstellung auf dem Teppich von Bayeux)

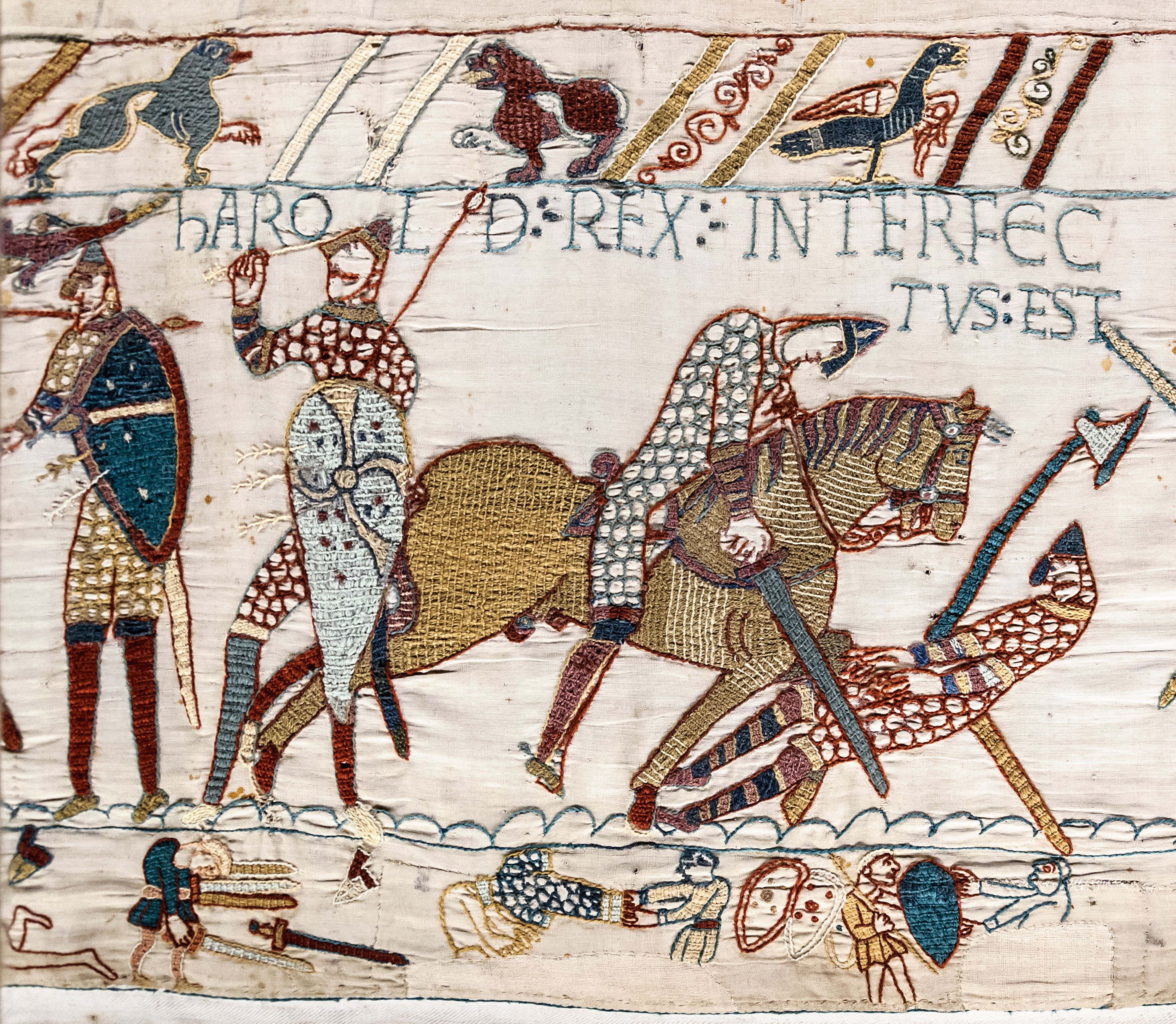
Haralds Tod – Darstellung auf dem Teppich von Bayeux. Umstritten ist, ob Harald die Person mit dem Pfeil im Auge oder die vom normannischen Reiter niedergestreckte ist

Harald Godwinson (englisch Harold, * 1022; † 14. Oktober 1066) war als Harald II. der letzte angelsächsische König vor der Eroberung Englands durch die Normannen.

## Familie
Harald war der Sohn des angelsächsischen Earls Godwin Wulfnothson von Wessex (Godwins) und der Gytha Thorkelsdóttir, Tochter von Torkel Björnsson und Schwester von Ulf Jarl von Dänemark.
Er hatte zahlreiche Geschwister: die Brüder Sveyn (auch Sven), Tostig (auch Toste), Gyrth, Leofwine, Wulfnoth, Waeltheow, Morcar, Edwin, Herbert, Ælfgar und die Schwestern Edith, Elgiva, Gunhilda und Gytha.
Er heiratete 1065 Ealdgyth von Mercia, Tochter von Ælfgar, Earl of Mercia, und Witwe von Griffith ap Llywelyn, des Königs von Gwynedd und Powys. Aus dieser Ehe hatte er möglicherweise einen Sohn, der ebenfalls Harold hieß. Zahlreiche Kinder hatte er von Eadgyth Swannesha („Edith Schwanenhals“), mit der er jedoch nicht kirchlich verheiratet war: Godwin, Edmund, Magnus, Ulf, Gytha und Gunhild. Von den Söhnen weiß man nicht mehr als die Namen; Gunhild wurde Nonne in Wilton. Lediglich von seiner Tochter Gytha ist mehr bekannt. Sie heiratete um 1070 – vier Jahre nach Haralds Tod – Wladimir Wsewolodowitsch Monomach, 1113–1125 Großfürst von Kiew.

## Leben
Nach dem Tod seines Vaters Godwin wurde Harald 1053 Earl of Wessex und damit zum zweitmächtigsten Mann in England.

### Kampf gegen Tostig
Harald führte Feldzüge in Wales (1062–1063) und gegen seinen eigenen Bruder Tostig (1065). Tostig hatte als Hitzkopf der Familie eine Rebellion gegen sich verursacht. Harald stand vor der Wahl, seinen Bruder zu unterstützen oder sich nicht um die Familienbande zu kümmern und die Aufständischen für seine späteren Thronambitionen auf seine Seite zu bringen. Er entschied sich für letzteres und machte so seinen Bruder, der aus dem Land floh, zu einem Todfeind – eine Entscheidung, die vermutlich dazu beitrug, dass er schließlich Thron und Leben verlor.

### Reise in die Normandie
Im Jahre 1064 oder 1065 sandte König Eduard der Bekenner Harald als Boten zu Wilhelm dem Bastard (später bekannt als „Wilhelm der Eroberer“), der zu diesem Zeitpunkt Herzog der Normandie war und von Rouen aus regierte – und dort überdies Haralds Bruder Wulfnoth Godwinson als Geisel hielt. Die Überfahrt endete jedoch anders als geplant mit Schiffbruch und in kurzzeitiger Gefangenschaft bei dem Wilhelm-Abtrünnigen Guy de Ponthieu in Beaurain. Wilhelm befreite Harald, als er davon erfuhr. Nachdem Harald in Rouen eingetroffen war und sich einem siegreichen Feldzug Wilhelms angeschlossen hatte, leistete er einen Treueeid. Dies war ein taktischer Schachzug Wilhelms, um seinen Anspruch auf den englischen Thron zu festigen, nach dem Harald, nun an den Eid gebunden, ebenso strebte.

### König von England
Entgegen Wilhelms Erwartung wählten nach dem Tod des kinderlosen Königs Eduard im Jahre 1066 die englischen Witan (oberster Rat der Geistlichen und Adeligen) Harald zum Thronfolger.
Seine kurze Regierungszeit war überlagert von der Diskussion um die Rechtmäßigkeit seiner Regentschaft. Eduard der Bekenner hatte Wilhelm zu seinem Nachfolger bestimmt (wohl 1052), dies angeblich jedoch auf seinem Sterbebett revidiert und England Harald anvertraut. Wilhelm fiel wenig später in England ein, um sein „Recht“ mit Gewalt einzufordern. Dazu ließ er sich eigens die Erlaubnis des Papstes geben.

### Kampf um England
Harald postierte sein Heer an der Südküste und wartete auf Wilhelm, während Wilhelm auf der anderen Seite des Kanals auf günstigen Wind wartete. Anfang September musste Harald sein Heer entlassen. Die Soldaten hatten nur eine Wehrpflicht von zwei Monaten im Jahr, und die Ernte auf ihren Höfen stand an. In jenem Monat kam auch Tostig wieder. Er hatte sich inzwischen mit Harald Hardråde verbündet, der durch Knut den Großen ebenfalls einen gewissen Thronanspruch hatte. Mit 300 Schiffen (von denen weniger als 30 nach Norwegen zurückkehrten) landeten sie im Norden Englands. Nach Anfangserfolgen gelang es Harald jedoch in der Schlacht von Stamford Bridge am 25. September 1066, die Angreifer zu besiegen. Tostig und Hardråde fanden den Tod.
Mittlerweile hatte Wilhelm nach England übergesetzt. In der entscheidenden Schlacht bei Hastings am 14. Oktober 1066 unterlag Harald den normannischen Invasoren. Er wurde auf dem Schlachtfeld getötet.
Ein späterer (nicht zeitgenössischer) normannischer Chronist beschreibt das Ende Harald II. wie folgt:
Der angelsächsische König habe einen Pfeil ins Auge bekommen und sei dann im folgenden Kampf von einem normannischen Reiter mit dem Schwert niedergestreckt worden.

„Dort hielt sich Harold auf, der sich erbittert verteidigte, aber ein Pfeil hatte ihn ins Auge getroffen, und er litt schreckliche Schmerzen. Ein Ritter stürzte sich in den Kampf und zwang ihn mit einem Schlag auf den Helm zu Boden. Als er wieder aufstehen wollte, streckte ihn ein anderer Ritter mit einem Hieb auf den Oberschenkel, der bis zum Knochen ging, nieder … und man erschlug Harold und seine Getreuen. Doch wollten ihn so viele töten und herrschte so ein Gedränge um ihn herum, daß ich nicht weiß, wer ihn erschlagen hat...“

Der Witan wählte danach Edgar Ætheling zum König, dieser unterwarf sich jedoch noch im gleichen Jahr Wilhelm, nunmehr bekannt als „der Eroberer“. Dieser hatte sich schon zuvor – nach seinem Sieg – zum König von England krönen lassen. Eine künstlerische Umsetzung des Machtkampfes zwischen Harald und Wilhelm ist auf dem Teppich von Bayeux zu sehen.
Die volkstümliche Überlieferung erzählt, seine Gefährtin Eadgyth Swannesha habe seine Leiche auf dem Schlachtfeld gefunden; anschließend sei er in seiner Gründung Waltham Abbey beigesetzt worden. Sein – sehr viel jüngeres – Epitaph wird dort bis heute gezeigt.